# RPS6KA2
La proteína cinasa S6 ribosomal alfa 2 (RPS6KA2) es una enzima codificada en humanos por el gen HGNC RPS6KA2 . Su actividad enzimática corresponde al número EC 2.7.11.1.
La proteína RPS6KA2 pertenece a la familia de las serina/treonina proteína cinasas RSK (cinasa S6 ribosomal). Esta cinasa contiene dos dominios catalíticos no idénticos y fosforila varios sustratos, incluyendo diferentes miembros de la ruta de señalización de las MAP cinasas. La actividad de esta proteína ha sido relacionada con el control de la proliferación celular y de la diferenciación celular. Se han descrito diversas variantes transcripcionales de este gen, que codifican diferentes isoformas de la proteína.

## Interacciones
La proteína RPS6KA2 ha demostrado ser capaz de interaccionar con:
- MAPK3[3][4]
- MAPK1[3][4]